# Casabianca (Francia)
Casabianca (in corso A Casabianca) è un comune francese di 88 abitanti situato nel dipartimento dell'Alta Corsica nella regione della Corsica.
Conserva il Convento di Sant'Antonio di Casabianca dove Pasquale Paoli proclamò l'indipendenza dell'isola il 14 luglio 1755 e dove il 5 maggio 1976 faceva la prima conferenza stampa il FLNC.

## Società

### Evoluzione demografica

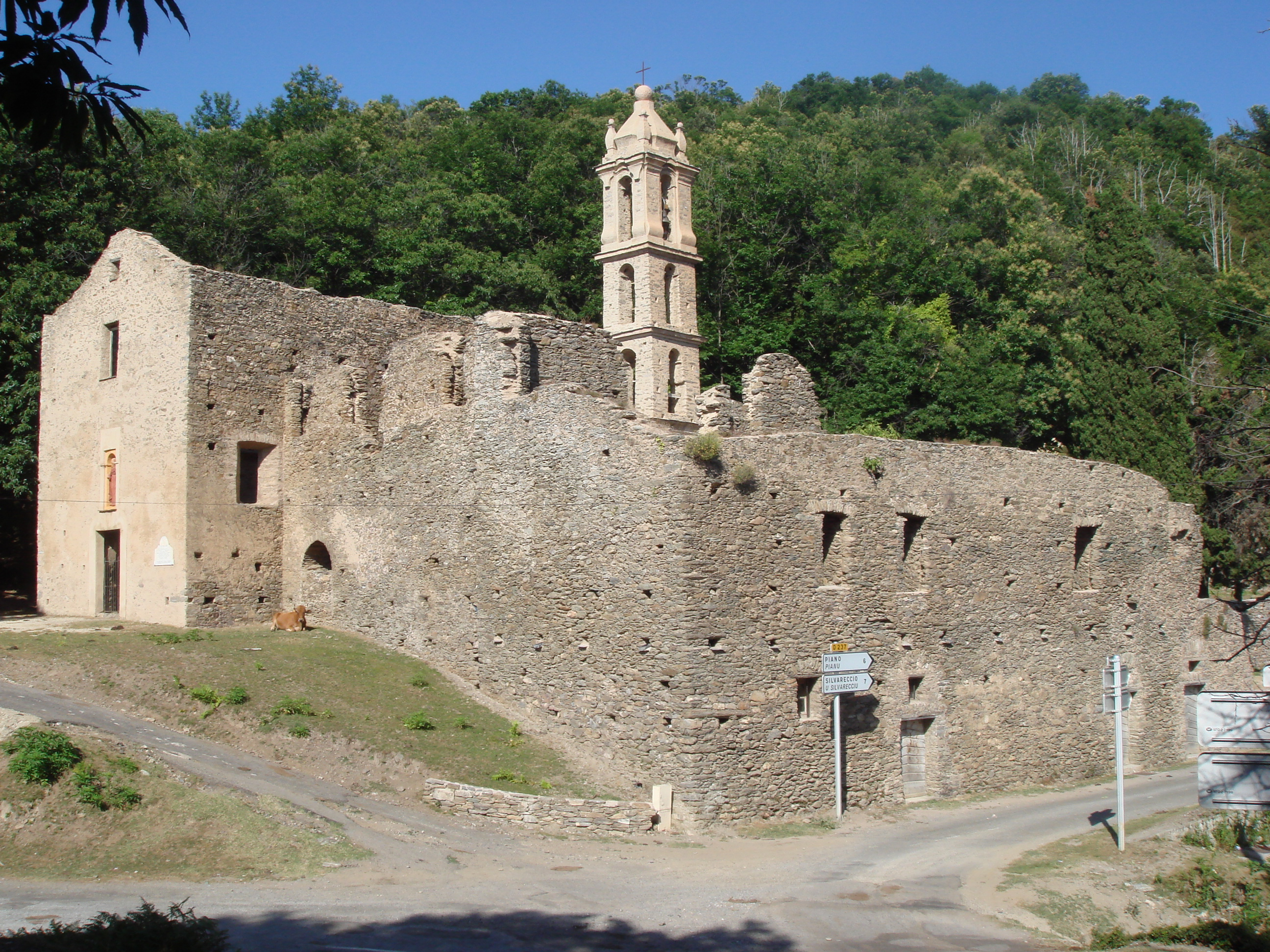
Il Convento di Sant'Antonio di Casabianca

Abitanti censiti